# ۱۶۹۹ (میلادی)
۱۶۹۹ (میلادی) هزار و ششصد و نود و نهمین سال تقویم میلادی است.

## زادگان
- ۲۵ مارس – یوهان آدولف هاسه، آهنگساز آلمانی
- ۲ نوامبر – ژان باتیست سیمون شاردن، هنرمند و نقاش فرانسوی